# Salven el millón
Salven el millón es un programa de televisión creado por la productora Endemol con sede en Países Bajos, presentado en Argentina por Susana Giménez, en 2011 como concurso de televisión dentro del programa su programa y a partir de 2013, emitido como programa propio y emitido por Telefé. Es la adaptación del programa Million Dollar Money Drop, que emitía el canal Fox de Estados Unidos. Como la mayoría de las versiones, pero a diferencia de la versión original inglesa, la versión argentina no se emite en vivo.

## Formato
En este programa se ponen en juego 1.000.000 (en la moneda del país donde se realiza el programa) debiendo las parejas de concursantes depositar los 50 fajos de billetes en las diferentes opciones que se muestran en pantalla luego de haber elegido entre dos categorías. Los concursantes pasan a la siguiente ronda con el dinero que depositaron en la opción correcta y pierden el resto, que caerán antes de dar a conocer la respuesta. La primera, segunda y tercera pregunta posee 4 opciones, la cuarta, quita y sexta posee 3 y finalmente, la última pregunta posee sólo dos opciones, debiendo arriesgarse a una u otra. En todos los casos, uno de los casilleros debe quedar libre, imposibilitando a los participantes que repartan su dinero entre todas las opciones. Los participantes quedan fuera de juego cuando ya no les queda dinero para jugar y el juego finaliza una vez que contestaron correctamente la séptima pregunta independientemente del dinero que hayan salvado.

## Versiones internacionales
| País           | Título                                               | Presentador/a         | Canal                  | Premio máximo                            | Fecha de estreno         |
| -------------- | ---------------------------------------------------- | --------------------- | ---------------------- | ---------------------------------------- | ------------------------ |
| Reino Unido    | The Million Pound Drop Live                          | Davina McCall         | Channel 4              | 1.000.000 £                              | 24 de mayo de 2010       |
| Albania        | 100 Milionë                                          | Adi Krasta            | Top Channel            | 10.000.000 lek                           | 11 de enero de 2011      |
| Argentina      | Salven el Millón                                     | Susana Giménez        | Telefe                 | $ 1.000.000                              | 9 de junio de 2011       |
| Australia      | The Million Dollar Drop                              | Eddie McGuire         | Nine Network           | A$1,000,000                              | 21 de marzo de 2011      |
| Brasil         | Um Milhão na Mesa                                    | Silvio Santos         | SBT                    | R$1,000,000                              | agosto de 2011           |
| Colombia       | Millones por montones                                | María José Barraza    | Caracol Televisión     | $1.000.000.000                           | 25 de julio de 2011      |
| Francia        | Money Drop                                           | Laurence Boccolini    | TF1                    | 250.000 €                                | 1 de agosto de 2011      |
| Alemania       | Rette die Million!                                   | Jörg Pilawa           | ZDF                    | 1.000.000 €                              | 13 de octubre de 2010    |
| Grecia         | Money Drop                                           | Grigoris Arnaoutoglou | Mega TV                | 300.000 €                                | 16 de octubre de 2010    |
| Estonia        | Rahaauk                                              | Alari Kivisaar        | TV3                    | €100,000                                 | septiembre/octubre 2011  |
| Hungría        | A 40 Milliós Játszma                                 | Rákóczi Ferenc        | TV2                    | 40.000.000 Ft                            | 29 de noviembre de 2010  |
| Israel         | אל תפיל את המיליון Al Tapil Et HaMilyon              | Erez Tal              | Channel 2 (Keshet)     | ₪1,000,000                               | 13 de octubre de 2010    |
| Italia         | The Money Drop                                       | Gerry Scotti          | Canale 5               | 1.000.000 €                              | 2011                     |
| Kazajistán     | Шоу Сорок Миллионов Тенге Shou Sorok Millionov Tenge | Abdel' Mukhtarov      | tv7                    | 40.000.000 Tenge                         | 22 de enero de 2011      |
| Holanda        | Show Me The Money                                    | Beau van Erven Dorens | SBS 6                  | 1.000.000 €                              | 11 de abril de 2011      |
| Polonia        | Postaw na milion                                     | Łukasz Nowicki        | TVP2                   | 1.000.000 zł                             | 5 de marzo de 2011       |
| Rusia          | Шоу Десять миллионов Shou Desyat' Millionov          | Maxim Galkin          | Russia 1               | 10.000.000 руб.                          | 4 de septiembre de 2010  |
| Spira          | Salva Cien Millones                                  | Julio Domínguez       | Telespira              | 100.000.000 Pt                           | 25 de septiembre de 2010 |
| Suiza          | Millionen-Falle                                      | René Rindlisbacher    | SF                     | 1.000.000 Fr                             | 4 de julio de 2011       |
| Singapur       | Million Dollar Money Drop                            |                       | MediaCorp TV Channel 5 | S$1,000,000                              | 9 de agosto de 2011      |
| España         | Atrapa un millón                                     | Carlos Sobera         | Antena 3               | 1.000.000 € (semanal) 200.000 € (diario) | 4 de febrero de 2011     |
| Turquía        | Bir Milyon Canlı Para                                | Engin Altan Düzyatan  | Show TV                | 1.000.000TL                              | 25 de octubre de 2010    |
| Ucrania        | Шоу на два мiльйони Shou Na Dva Milyoni              | Andriy Domanskyi      | 1+1                    | 2.000.000 грн.                           | 12 de enero de 2011      |
| Estados Unidos | Million Dollar Money Drop                            | Kevin Pollak          | Fox                    | US$1,000,000                             | 20 de diciembre de 2010  |
| Chile          | Atrapa los millones                                  | Don Francisco         | Canal 13               | 400.000.000 $                            | 25 de marzo de 2012      |
| Malasia        | RM 1,000,000 Money Drop                              | TBA                   | Astro Ria              | RM1,000,000                              | TBA                      |
| Uruguay        | Salven el millón                                     | Jorge Piñeyrúa        | Saeta TV Canal 10      | 1.000.000 $                              | 21 de agosto de 2012     |